# Papuzice
Papuzice (Coracopseinae) – monotypowa podrodzina ptaków z rodziny sępic (Psittrichasidae).

## Zasięg występowania
Podrodzina obejmuje gatunki występujące na Madagaskarze, Seszelach i Komorach.

## Morfologia
Długość ciała 35–50 cm; masa ciała 132–315 g.

## Systematyka

### Etymologia
- Coracopsis: gr. κοραξ korax, κορακος korakos „kruk” (w znacz. czarny), od κρωζω krōzō „krakać”; οψις opsis „wygląd”[8].
- Vigorsia: Nicholas Aylward Vigors (1785–1840), irlandzki poseł, zoolog, redaktor „The Zoological Journal” w latach 1827–1834[9]. Gatunek typowy: Psittacus vasa Shaw, 1812.
- Vaza (Vasa): epitet gatunkowy Psittacus vasa Shaw, 1812; malg. nazwa Vaza dla papuzicy dużej; w dawniejszych czasach nazwa Vaza, która nawiązuje do dużego dzioba, być może była stosowana w jednakowy sposób dla obu papuzic z Madagaskaru[10]. Gatunek typowy: Psittacus vasa Shaw, 1812.

### Podział systematyczny
Do podrodziny należy jeden rodzaj Coracopsis wraz z następującymi gatunkami:
- Coracopsis vasa (Shaw, 1812) – papuzica duża
- Coracopsis sibilans A. Milne-Edwards & Oustalet, 1885 – papuzica komorska
- Coracopsis nigra (Linnaeus, 1758) – papuzica mała
- Coracopsis barklyi E. Newton, 1867 – papuzica seszelska